# حمیمه کبیره
حمیمه کبیره (به عربی: حمیمة کبیرة) یک منطقهٔ مسکونی در سوریه است که در استان حلب واقع شده‌است. حمیمه کبیره ۴٬۱۹۰ نفر جمعیت دارد.